# 側身地蟹
側身地蟹（學名：Hartnollius lateralis），又稱黑背陸蟹、百慕達陸蟹、紅陸蟹和月亮蟹，是地蟹屬的一個種。
側身地蟹分布於大西洋沿岸，從德克薩斯州南帕德里島往南一直到委內瑞拉馬庫托。它也棲息在佛羅里達礁島群和加勒比海的島嶼上。
側身地蟹的分類存在爭議，許多人認為它與太平洋的方形地蟹（Hartnollius quadratus）是同種。另一個關係密切的物種鄉野地蟹（Gecarcinus ruricola）與側身地蟹一起出現在大西洋西部熱帶地區，但其甲殼通常幾乎完全呈現黑色、深褐紅色、紫紅色或淡黃色。

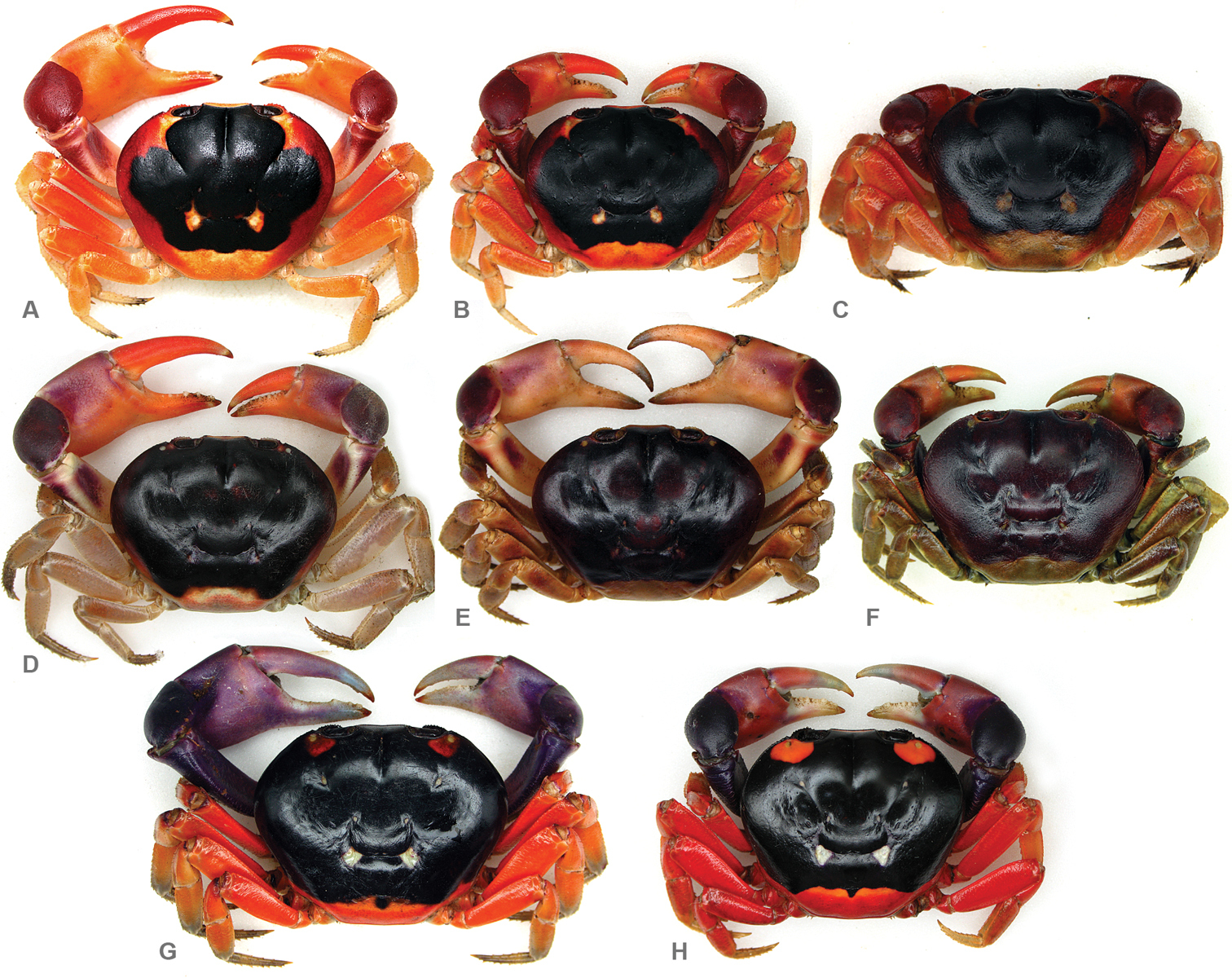
哥斯大黎加側身地蟹的顏色變化。最下面的兩個物種來自太平洋族群，通常被認為是一個獨立的物種，即方形地蟹。

正如其別名「黑背陸蟹」所示，它有一個巨大的黑色斑點，雖然具體形狀不一，但覆蓋了中央甲殼（背部）的大部分。腿、螯和甲殼外側呈淡紅色、橙色或白色。甲殼寬度可達11（4.3英寸）。
側身地蟹分布於沙灘和附近山丘的乾燥地帶，最高漲潮線以上約6至9公尺處，這裡沒有積水，但有大量間隙水分。它們需要回到海洋繁殖（幼蟹被釋放到海裡）。此外，它的鰓需要一直保持濕潤，否則就會死亡。與大多數其他甲殼動物相比，它的血液攜氧量更高。它主要以植食為主，但如果有動物物質也會攝取。
超凡樂團1997年的專輯《The Fat of the Land》的封面上有一隻側身地蟹。

## 延伸閱讀
- Warren W. Burggren & Brian Robert McMahon. . Cambridge University Press. 1988. ISBN 978-0-521-30690-4.
- Helmut Debelius. . Frankfurt: IKAN Unterwasserarchiv. 2001. ISBN 978-3-931702-74-8.